# Wronowo (Grande-Pologne)
Pour les articles homonymes, voir Wronowo.
Wronowo (prononciation : [vrɔˈnɔvɔ]) est un village polonais de la gmina de Kościan dans le powiat de Kościan de la voïvodie de Grande-Pologne dans le centre-ouest de la Pologne.
Le village possédait une population de 19 habitants en 2005.

## Histoire
De 1975 à 1998, le village faisait partie du territoire de la voïvodie de Leszno.

Depuis 1999, Wronowo est situé dans la voïvodie de Grande-Pologne.